# Dibernardia
Dibernardia – rodzaj węży z podrodziny ślimaczarzy (Dipsadinae) w obrębie rodziny połozowatych (Colubridae).

## Rozmieszczenie geograficzne
Rodzaj obejmuje gatunki występujące w Ameryce Południowej (Brazylia, Urugwaj i Argentyna).

## Systematyka
Rodzaj zdefiniował w 2022 roku zespół brazylijskich zoologów – Arthur Diesel Abegg, Alfredo Pedroso dos Santos Jr., Henrique Caldeira Costa, Jaqueline Battilana, Roberta Graboski, Fernanda S.L. Vianna, Weverton dos Santos Azevedo, Nelson Jurandi Rosa Fagundes, Clément M. Castille, Pedro C. Prado, Sandro L. Bonatto, Hussam Zaher i Felipe Gobbi Grazziotin – w artykule zatytułowanym Coraz częstsze pobieranie próbek taksonów sugeruje całkowitą reorganizację taksonomiczną u Echinantherini (Serpentes: Dipsadidae), opublikowanym w czasopiśmie „Frontiers in Ecology and Evolution”. Gatunkiem typowym jest (oryginalne oznaczenie) D. affinis.

### Etymologia
Dibernardia: Marcos Di Bernardo (1963–2006), brazylijski herpetolog.

### Podział systematyczny
Do rodzaju należą następujące gatunki:
- Dibernardia affinis (Günther, 1858)
- Dibernardia bilineata (Fischer, 1885)
- Dibernardia persimilis (Cope, 1869)
- Dibernardia poecilopogon (Cope, 1863)